# Апостол (книга)

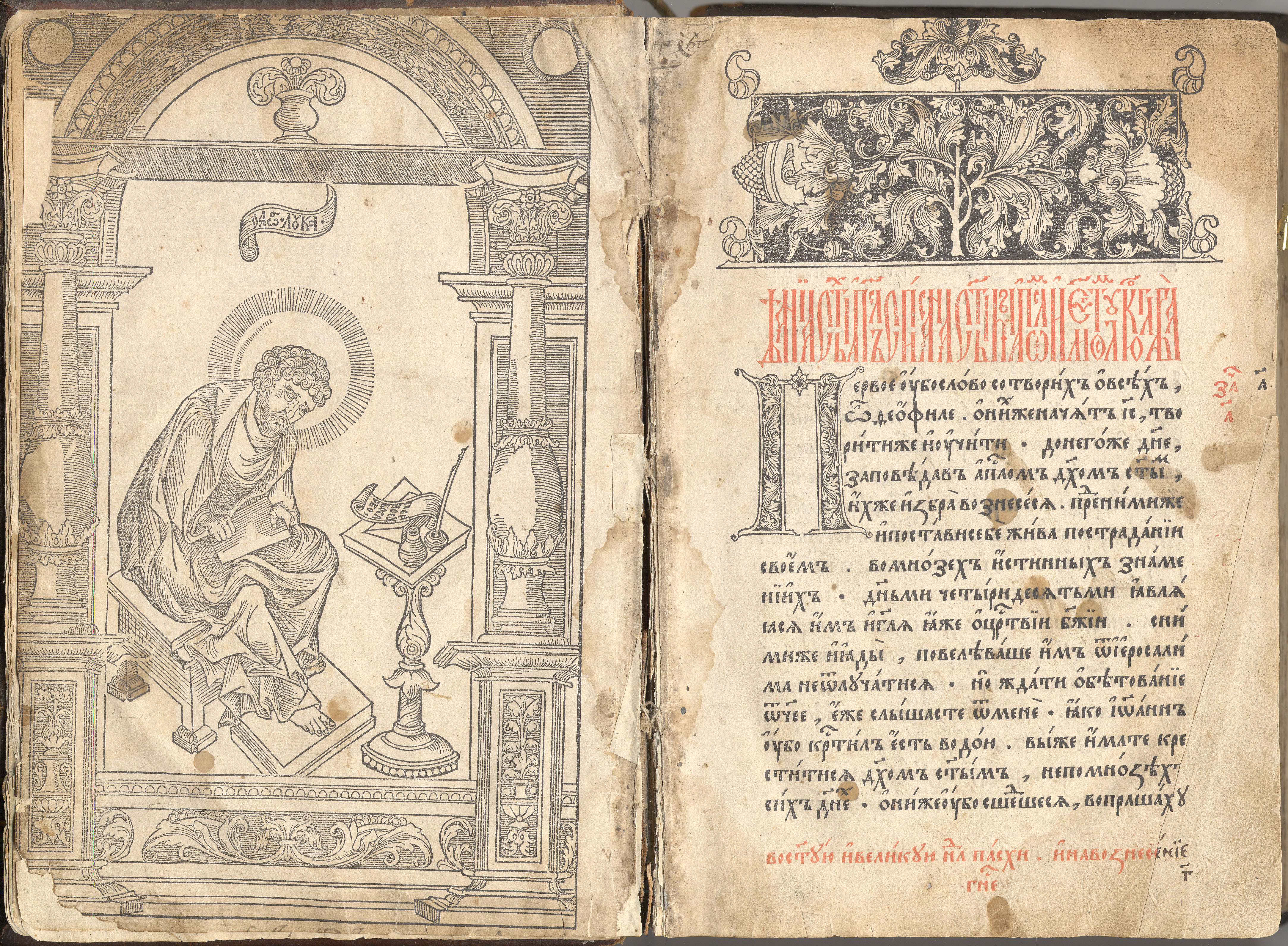
Московский Апостол (1564)

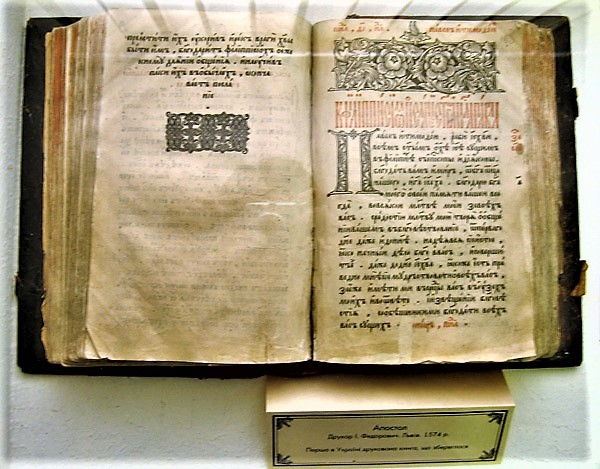
Апостол, отпечатанный Иваном Фёдоровым в 1574 году во Львове. Самая старая сохранившаяся книга, которая была отпечатана на территории нынешней Украины

«Апо́стол» — богослужебная книга, содержащая: части Нового Завета — «Деяния» и «Послания святых апостолов», — собрание общих и воскресных проки́мнов, прокимнов для особых служб (посвящённых мученикам, пророкам и т. д.) и аллилуиа́риев — отдельных стихов из Псалтири или других книг Священного писания. 

## Предназначение
Книга имеет специальную разметку на «зача́ла» — фрагменты для чтения при различных богослужениях. В основном, зачала Апостола предваряются словом-обращением «Бра́тие» (в личных посланиях — «Ча́до Тимофе́е», «Ча́до Филимо́не» и тому подобными).
Во время церковного богослужения Апостольские зачала возглашает преимущественно специальный чтец (как правило — облачённый в стихарь), реже — диакон; если в службе участвуют два диакона — второй. В то же время священник имеет возможность, благословив, допустить к чтению Апостола любого мирского прихожанина, в том числе — женщину.
Апостол читается на Божественной литургии Иоанна Златоуста и Божественной литургии Василия Великого в части, называемой Литургией оглашенных, после Трисвятого, до чтения Евангелия. Апостол может читаться на Литургии Преждеосвящённых Даров (в этом случае, однако, Апостол читается далеко не всегда). Читается он во время службы Великих часов, во время некоторых молебнов и треб, во время совершения некоторых Таинств (Крещения, Венчания, Соборования). Крайне редко, но всё же бывает чтение Апостола во время утрени (пример: утреня Великой Субботы) и даже во время вечерни (пример: вечерня Страстной Пятницы). Перед чтением Апостола возглашается один или два прокимна, а после чтения трижды исполняется аллилуиарий.

## История

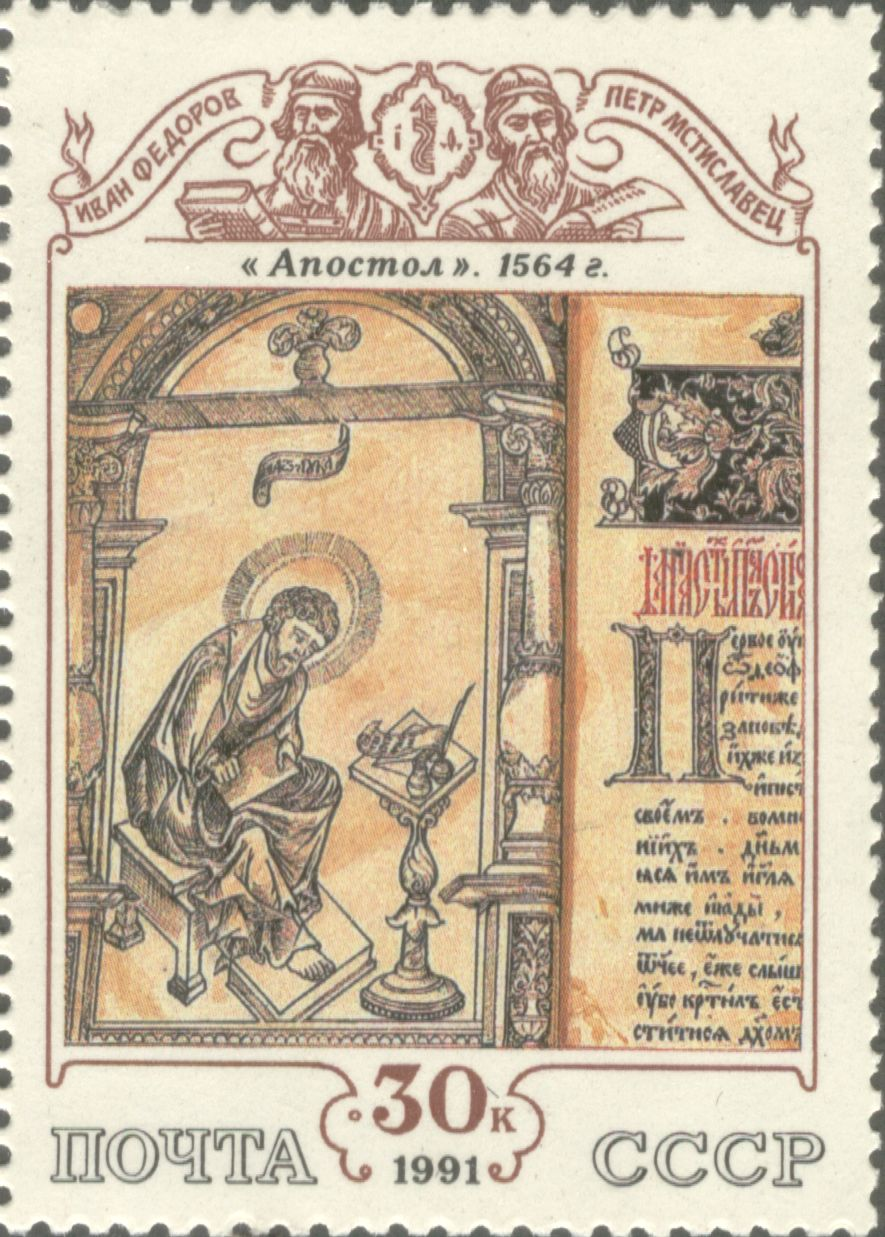
Почтовая марка СССР, 1991. Серия Культура русского средневековья XI—XVI века: «„Апостол“. 1564 г.», оформление Герман Комлев

Среди старейших сохранившихся церковнославянских рукописей несколько представляют собой Апостол или его фрагменты (Енинский, Охридский, Слепченский, Македонский, два Хлудовских Апостола). Первое точно датированное кириллическое издание Апостола, выпущено восточнославянским просветителем Франциском Скориной в марте 1525 года. Первой точно датированной книгой в Московской Руси также является Апостол (издана московской типографией Ивана Фёдорова и Петра Мстиславца в 1563—1564 гг.). Была издана на французской бумаге тиражом 2000 экземпляров. При этом послесловие к Апостолу, написанное Иваном Фёдоровым, стало первой светской публикацией. Известно несколько более ранних московских изданий, но они не содержат выходных данных и упоминаются как «анонимные». В полиграфическом смысле Апостол Ивана Фёдорова выполнен на более высоком профессиональном уровне. Ивану Фёдорову принадлежит и первое издание Апостола на украинской земле (Львов, 1574 год). Всего вышло около 1000 экземпляров Львовского Апостола, 90 из них сохранилось на сегодняшнее время.